# Galápagospingvin
Galápagospingvin (Spheniscus mendiculus) är den minsta arten i släktet Spheniscus. Den är också den enda pingvinart som lever norr om ekvatorn, vilket dock inte gäller hela beståndet.

## Utbredning och systematik
Galápagospingvinen är endemisk för Galápagosöarna, som tillhör Ecuador. Där häckar den på öarna Isabela, Fernandina, Floreana och Santiago samt ett stort antal mindre skär. Ungefär 95% av hela populationen häckar på öarna Isabela och Fernandina i västra delen av ögruppen. Under häckningstid födosöker fåglarna nära boplatserna och kusten, medan den efter häckning kan röra sig längre ut till havs. Galápagospingvinen har tillfälligt observerats i Panama. Den är troligen närmast släkt med humboldtpingvinen (Spheniscus humboldti).

## Utseende

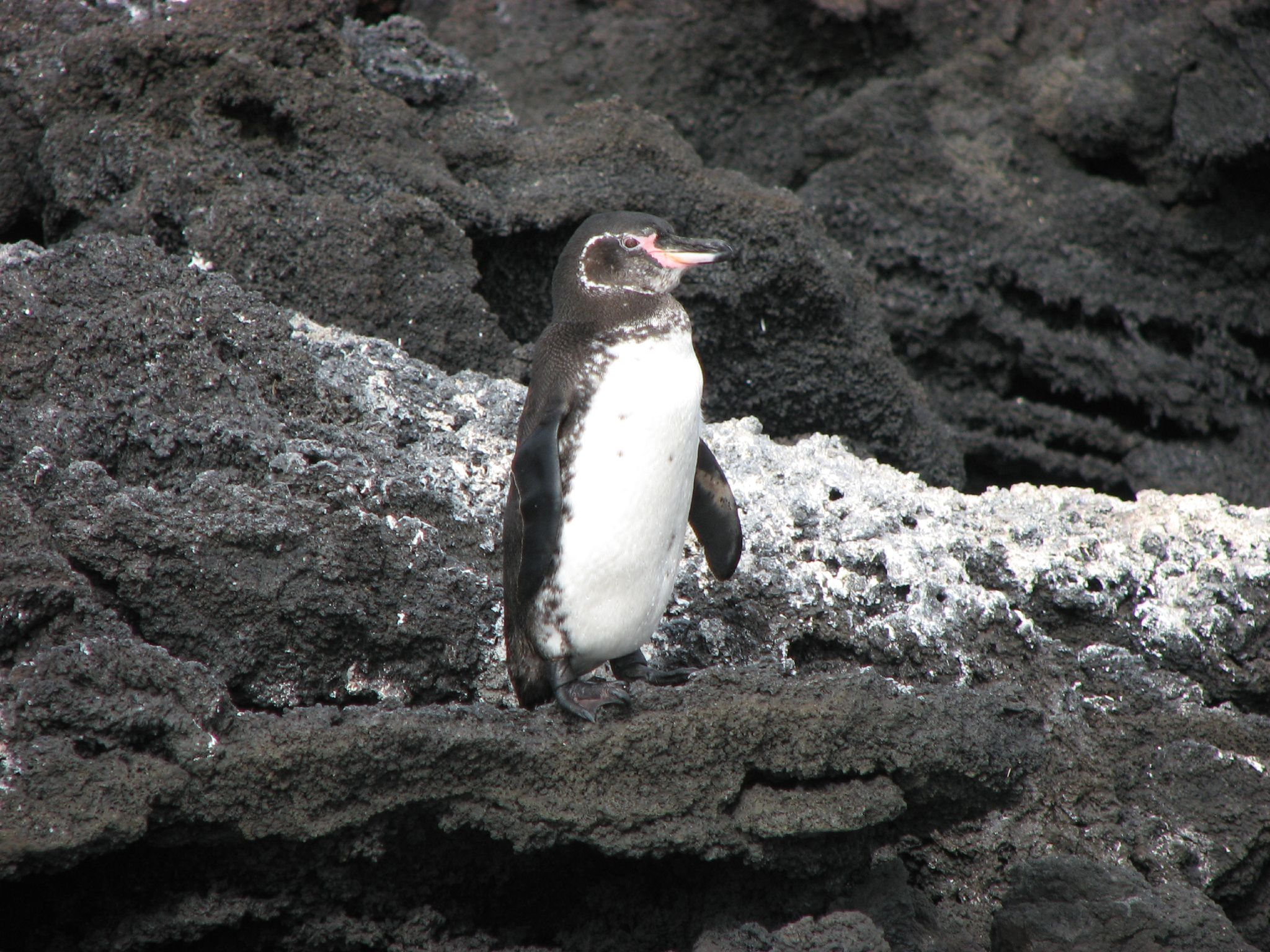

Galápagospingvinen är cirka 53 centimeter lång. Som adult har den en vit hakremsa som börjar vid ögonen, går i en båge över huvudets sidor och fortsätter under hakan.

## Ekologi
Den häckar utmed kusten alldeles över havsnivån och dyker i relativt grunda vatten efter byten.

## Status och hot
Historiskt har artens bestånd varierat kraftigt, från 700 individer 1983 till 10 000 1971. 2009 beräknades beståndet till mellan 1 800 och 4 700 individer. De stora variationerna i beståndet tros bero på oregelbundenheter i levnadsbetingelser i den marina miljön, exempelvis El Niño, som tros öka i framtiden. Detta får, i kombination med det lilla beståndet och det begränsade utbredningsområdet, internationella naturvårdsunionen IUCN att kategorisera den som starkt hotad (EN).